# Awtibre
Awtibre was een oud-Egyptische koning (farao) in de tweede tussenperiode. Hij geldt als dertiende heerser van de 14e dynastie en regeerde in de 17e eeuw v.Chr.
Awtibre was de opvolger van een farao waarvan de naam niet helemaal bekend is, ...wbenre, en werd opgevolgd door Herwibre.

## Bron
- Narmer.pl